# Genivolta
Genivolta là một đô thị ở tỉnh Cremona, vùng Lombardia của Italia, có vị trí cách khoảng 60 km về phía đông của Milan và khoảng 25 km về phía tây bắc của Cremona. Tại thời điểm ngày 31 tháng 12 năm 2004, đô thị này có dân số 1.089 người và diện tích là 18,7 km².
Genivolta giáp các đô thị: Azzanello, Casalmorano, Cumignano sul Naviglio, Soncino, Soresina, Villachiara.